# Luis Correa Ramírez
Luis Correa Ramírez (Santiago, 1871- Santiago, 10 de septiembre de 1923) fue un empresario y diputado chileno.

## Biografía
Hijo de Clodomiro Correa y Rosa Ramírez. Se casó en 1890 con Transito Ramírez Reyes, y tuvieron cuatro hijos.
Realizó sus estudios en el Colegio Veas. Se desempeñó en la industria textil en el ámbito de la sastrería, siendo dueño de la Sastrería y Casa Importadora de Casimires, premiada en la Exposición Industrial de Santiago en 1916.
Desde muy joven comenzó a participar en centros y agrupaciones políticas, militando en el Partido Demócrata. En 1919 fue delegado de los obreros chilenos y del Gobierno, al Congreso Panamericano de Estados Unidos.
Fue electo diputado por Santiago para el período 1921-1924. Segundo vicepresidente de la Cámara (1922-1923). Integró la Comisión Permanente de Legislación Social; y la de Industria y Agricultura; miembro de la Comisión Conservadora para el receso 1921-1922. 
En septiembre de 1923, midió fuerzas en una elección interna dentro de su Partido, con el senador Zenón Torrealba Ilabaca, para ser proclamado candidato a senador por Santiago. Después de una reñida contienda, ganó Torrealba, senador en ejercicio por Santiago, siendo proclamado candidato. Dos días después de este episodio, el 10 de septiembre, Correa invitó a su correligionario victorioso, a una sala del edificio del Congreso Nacional, y ahí, a solas, le disparó con un revolver Smith & Wesson para luego dispararse en la sien. Ambos fueron llevados de gravedad a la Asistencia Pública, donde fallecieron ese mismo día.